# Višnjica Uštička
Višnjica is een plaats in de gemeente Jasenovac in de Kroatische provincie Sisak-Moslavina. De plaats telt 198 inwoners (2001).